# Championnat NCAA de football américain
Le Championnat NCAA de football américain réunit l'élite du football américain universitaire. 
Elle comprend plusieurs divisions :
- la Football Bowl Subdivision ou FBS (anciennement I-A)
- la Football Championship Subdivision ou FCS
- la Division II
- la Division III

La participation d'une équipe à une division dépend d'abord du statut de son université, il n'existe pas de système de promotion ou rélégation. Les meilleures équipes ou programmes sont en NCAA Division I Football Bowl Subdivision, qui est la première division composée de 136 équipes réparties en 10 conférences et 2 Indépendants (dont Notre Dame). 
L'élite regroupe à la fois des universités mais également des Colleges ainsi que trois académies militaires américaines: l'Air Force, l'Army et la Navy.
Les conférences sont des regroupements de plusieurs équipes ou programmes qui forment un mini-championnat. Les programmes affrontent sur une base régulière les membres de la même conférence et autres adversaires provenant d'autres conférences.
Les universités composent elles-mêmes leur propre calendrier, le calendrier est un élément très important car il intervient directement dans le classement Top 25 (voir ci-dessous). Ainsi, des groupes d'experts classent alors les équipes en début de saison en fonction de la difficulté de leur calendrier. Une équipe peut gagner tous ses matchs mais être mal classée, car leur calendrier aura été jugé faible. D'où le savant mélange entre un calendrier de difficulté raisonnable afin d'avoir suffisamment de victoires mais consistant pour pouvoir être bien classé et jugé surtout en fin de saison régulière. Une courte défaite face à un adversaire bien classé peut avoir plus de poids qu'une victoire écrasante face à un adversaire faible: l'adversaire, sa valeur et le moment de la saison où se joue la rencontre sont des  éléments pris en compte lors de l'évaluation du classement. 
La saison régulière (de fin août à mi-décembre), pendant laquelle chaque programme (nom utilisé par les américains pour désigner les équipes) dispute 12 matchs, dont une grande partie face aux membres de leur propre conférence, pour le reste les organisations sont libres : elles peuvent rencontrer des universités de division inférieure. À ces 12 matchs, on additionne le match de champion de conférence. Avant 2016, seules les conférences de 12 membres ou plus pouvaient en organiser, après 2017, toutes conférences peuvent organiser leur finale.
Après la courte saison régulière, le Comité de sélection fait le classement des 25 meilleures universités (auparavant ce rôle incombait aux polls, fait de journalistes spécialisés, entraîneurs et un calcul mathématique durant la période du BCS). Toute équipe intégrant le Top 25 est classée (ranked en anglais) au niveau national. C'est un grand honneur et permet d'avoir accès aux bowls les mieux rémunérés. Les équipes sont réparties dans les différents bowls, en fonction de leur classement, des accords entre leurs conférences respectives et les organisateurs (sponsors) des bowls.
Aujourd'hui, seul le classement du comité de sélection détermine les programmes qui jouent les playoffs. Il est publié à partir de la semaine 9 (fin octobre ou début novembre). Avant cette publication et après, deux autres polls font référence : 
- AP Poll (Associated Press) composé de 65 journalistes sportifs
- Coaches Poll (en association avec USA Today) composé de coachs de Division I FBS

À partir de la fin décembre et jusqu'au début du mois de janvier se disputent les bowls. Ce sont des finales qui voient s'opposer les vainqueurs respectifs de chaque conférence mais aussi les équipes les mieux classées du pays. Pour être éligible pour un bowl, il faut au moins six victoires durant la saison régulière. On distingue des conférences majeures et des conférences mineures : les majeures ont chaque année des places (bids en anglais) réservées aux équipes de leurs conférences dans les bowls majeurs (les plus prestigieux). Les bowls mineurs vont aux conférences mineures la plupart du temps. Les Broncos de Boise State sont l'exemple, d'un programme issu d'une petite conférence intégrant régulièrement des bowls majeures : en 2006, les Broncos accède au Fiesta Bowl et le remporte face aux Sooners de l'Oklahoma l'une des plus prestigieuses universités en football américain universitaire.

## Historique
La NCAA ne décernait pas de titre officiel de champion national, ce rôle incombait aux polls depuis le début du siècle. Très souvent (voir liste ci-après) les différents polls ne s'accordent pas sur le nom du champion. Au début des années 1990, la Bowl Coalition (1992-1994), puis la Bowl Alliance (1995-1998), sont mis en place pour désigner le champion, mais ce titre n'est pas officiel. 
En 1997, La NCAA décide enfin de mettre en place un titre officiel de champion national (Bowl Championship Series), mais fidèles aux habitudes prises depuis 1869, les polls ne cessèrent pas leurs classements. Ils furent même en partie intégrés au mode de sélection des finalistes. Ainsi, il existe également des débats sur les véritables champions des dernières années. Afin de couper court à ce problème, la NCAA met en place à l'occasion de la saison 2006 une finale nationale en dehors des bowls classiques, en espérant que le vainqueur de cette finale fera enfin l'unanimité. Le Fiesta Bowl, l'Orange Bowl, le Sugar Bowl, le Rose Bowl et BCS National Championship Game forment alors le BCS. Malgré ce processus, les polls poursuivent toujours leurs activités de classement. Ce système est sujet à de multiples controverses, pratiquement chaque année des choix sont contestés, de plus en plus de gens sont favorables à un système de séries éliminatoires (playoffs), surtout après que le président Barack Obama, s'y est dit favorable. 
En 2012, la plus haute autorité des BCS décide l'instauration des 'playoffs sur la base de quatre équipes à partir de la saison 2015 : le College Football Playoff. Les programmes seront choisis par un comité de sélection composé de 13 experts, excluant ainsi les polls. Les équipes feront une demi-finale, avec une rotation sur six bowls, (Cotton, Fiesta, Peach, Orange, Sugar, Rose). Et enfin la finale : College Football Championship Game. Le football américain devient ainsi le dernier sport universitaire à mettre en place un système de playoff pour la désignation de son champion.
En 2022, le conseil d'administration du College Football Playoff valide l'extension des playoffs à 12 programmes dès la saison 2024. Le format se découpe en plusieurs phases, les têtes de série de 5 à 12 joueront un premier tour sur les campus, alors que les têtes de série de 1 à 4 sont exemptées. Puis des quarts de finale et des demi-finales seront joués lors des bowls majeurs (Cotton, Fiesta, Peach, Orange, Sugar et Rose) en alternance chaque saison . La saison se termine ensuite à l'occasion de la finale nationale.

## Hiérarchie et structure
Le football américain est structuré en plusieurs divisions (4 niveaux), mais il est important de noter qu'il n'existe pas de système de relégation ou promotion. L'accès ou bien la permanence dans une division ne dépend pas des résultats sportifs mais de décisions administratives et financières. Si une université souhaite monter ou intégrer l'une des divisions du football américain, elle doit remplir plusieurs conditions, notamment en termes de structures sportives (capacité du stade, nombres de sports pratiqués, bourses sportives entre autres). En 2023, la NCAA durcit les conditions d'accès à l'élite depuis la FCS (seconde division), désormais un programme de FCS devra payer 5 millions de dollars de frais de transition contre 5 000 auparavant.
D'ailleurs aux États-Unis, on parle de programme et non d'équipe puisque le programme peut prendre fin. Évidemment, l'ouverture d'un programme a un coût élevé, c'est pourquoi les étudiants votent sur proposition du conseil d'administration de l'université lors de tel projet. La création d'un programme verra forcément les frais de scolarités augmenter pour les étudiants. De la même manière, une université peut fermer ou rétrograder un programme.
Pour éviter les disparités sportives, un programme récemment crée ou qui monte d'une ou plusieurs divisions est dit en transition. Cette période peut durer deux années avant une totalement intégration.
De 2010 à 2014, une réorganisation des conférences et des programmes se produit. Des mouvements entre conférences, dont le but principal est surtout financier aux dépens parfois de logique géographique ou historique. L'écart économique se creuse entre les grandes université et les plus petites. Le « Power Five » (ACC, Big 10, Big 12, Pac 12 et SEC), regroupant les conférences les plus puissantes demandent plus d’autonomie, le but à terme ne jouer plus qu'entre « gros ».
Une seconde vague de remaniements des conférences débute en 2021 et se termine en 2024. La Pac-12 est la grande perdante, 10 de ses 12 membres partent vers d'autres conférences, perdant de facto son status de Power Five . Par conséquent, le Power Five  devient un Power Four.
| ACC            | Big Ten        | Big 12         | SEC               |
| -------------- | -------------- | -------------- | ----------------- |
| Boston College | Illinois       | Arizona        | Alabama           |
| California     | Indiana        | Arizona State  | Arkansas          |
| Clemson        | Iowa           | Baylor         | Auburn            |
| Duke           | Maryland       | BYU            | Florida           |
| Florida State  | Michigan       | Cincinnati     | Georgia           |
| Georgia Tech   | Michigan State | Colorado       | Kentucky          |
| Louisville     | Minnesota      | Houston        | LSU               |
| Miami          | Nebraska       | Iowa State     | Oklahoma          |
| North Carolina | Northwestern   | Kansas         | Ole Miss          |
| NC State       | Ohio State     | Kansas State   | Mississippi State |
| Pittsburgh     | Oregon         | Oklahoma State | Missouri          |
| SMU            | Penn State     | TCU            | South Carolina    |
| Stanford       | Purdue         | Texas Tech     | Tennessee         |
| Syracuse       | Rutgers        | UCF            | Texas             |
| Virginia       | Washington     | Utah           | Texas A&M         |
| Virginia Tech  | Wisconsin      | West Virginia  | Vanderbilt        |
| Wake Forest    | UCLA           |                |                   |
|                | USC            |                |                   |

| AAC              | CUSA               | MAC               | MW              | Sun Belt          | Pac-12           |
| ---------------- | ------------------ | ----------------- | --------------- | ----------------- | ---------------- |
| Army             | Delaware           | Akron             | Air Force       | Appalachian State | Oregon State     |
| Charlotte        | FIU                | Ball State        | Boise State     | Arkansas State    | Washington State |
| East Carolina    | Jacksonville State | Bowling Green     | Colorado State  | Coastal Carolina  |                  |
| Florida Atlantic | Kennesaw State     | Buffalo           | Fresno State    | Georgia Southern  |                  |
| Memphis          | Liberty            | Central Michigan  | Hawaii          | Georgia State     |                  |
| Navy             | Louisiana Tech     | Eastern Michigan  | Nevada          | James Madison     |                  |
| North Texas      | Middle Tennessee   | Kent State        | New Mexico      | Louisiana         |                  |
| Rice             | Missouri State     | Miami             | San Diego State | Louisiana–Monroe  |                  |
| South Florida    | New Mexico State   | Northern Illinois | San Jose State  | Marshall          |                  |
| Temple           | Sam Houston        | Ohio              | UNLV            | Old Dominion      |                  |
| Tulane           | UTEP               | Toledo            | Utah State      | South Alabama     |                  |
| Tulsa            | Western Kentucky   | Western Michigan  | Wyoming         | Southern Miss     |                  |
| UAB              |                    | UMass             |                 | Texas State       |                  |
| UTSA             |                    |                   |                 | Troy              |                  |

| Indépendants |
| ------------ |
| Notre Dame*  |
| UConn        |

* Le programme de Notre Dame est un Indépendant, mais aussi un membre associé à l'Atlantic Coast Conference. L'université de Notre-Dame bénéficiant d'un statut particulier, ce qui en fait de fait un membre du « Power Four » sans être entièrement intégré au sein d'une conférence.
| Division NCAA                                           | Structure                                                          |
| ------------------------------------------------------- | ------------------------------------------------------------------ |
| NCAA Division I Football Bowl Subdivision (FBS)         | 136 programmes de football américain 10 Conférences 2 Indépendants |
| NCAA Division I Football Championship Subdivision (FCS) | 129 programmes de football américain 13 Conférences 2 Indépendants |
| NCAA Division II                                        | 161 programmes de football américain 16 Conférences 1 Indépendant  |
| NCAA Division III                                       | 242 programmes de football américain 29 Conférences 1 Indépendant  |

## Les étudiants-athlètes
Le championnat NCAA de football américain est très relevé, pourtant il n'était pas d'un championnat dit « professionnel », en effet, il était interdit aux universités de rémunérer les étudiants-athlètes, toute infraction pouvait alors résulter d'une suspension d'éligibilité et la perte des bourses jusqu'en 2021 par la NCAA. Plusieurs scandales de rémunérations cachées ont éclaté dont celui des Mustangs de SMU. Il n'y avait donc pas de rémunération directe, mais l'écrasante majorité des étudiants accédait à l'université par des bourses (scholarship en anglais), leur payant toute une année d'études. Certaines grandes universités ont des frais d'inscription très onéreux, un grand nombre d'étudiants n'auraient jamais eu les moyens financiers d'atteindre ce type de grandes universités, et sans doute pas non plus les résultats scolaires nécessaires. C'était à la fois l'une des principales critiques à ce système, qui permet aux moins fortunés d'accéder à l'université, mais le plus souvent dans le seul espoir d'être remarqué et drafté par la NFL, les études étant au second plan. En moyenne moins de la moitié de ces étudiants vont au bout de leurs études, certaines universités comme Stanford insistent pour que leurs athlètes aient un niveau scolaire suffisant, pour la même raison les universités de Yale, Columbia ou  Harvard n'ont pas d'équipe de football américain en première division. En 2013, la NCAA a publié un rapport révélant que seulement 1,6% de joueurs de NCAA en dernière année (senior) étaient sélectionnés lors des drafts de la NFL. Néanmoins, les enjeux économiques étaient trop importants. Les étudiants-athlètes stars et les universités en étaient les grands gagnants, tandis que la grande majorité des étudiants-athlètes vivaient dans une situation précaire. 
Chaque université dispose donc de 85 bourses d'études  (à l'exception des académies militaires, l'Air Force, l'Army et la Navy qui ne sont pas limités en nombres) par an pour le football américain à répartir entre ses étudiants, chaque sport ayant droit à un certain nombre de bourses d'études. Cas plus rare, un athlète intégrant un programme sans bourse est alors appelé un walk-on. Enfin, les étudiants ne peuvent disputer que quatre saisons sportives, durant lesquelles on leur donne un statut (voir Statuts des étudiants-athlètess en NCAA).
La question de la non-rémunération des étudiants-athlètes refait surface après que l'État de Californie ait fait passer une loi en septembre 2019, qui permettra étudiants-athlètes de jouir de leurs droits d'image ou encore d'être représenté par un agent à partir de 2023. Les règles NCAA sanctionnaient tout étudiant athlète tirant des revenus de leurs droits d'image par la perte de leur bourse et leur éligibilité sportive.
Néanmoins, sous la pression de différents États, la Cour suprême des États-Unis décide à l'unanimité le 21 juin 2021 de statuer contre la position de monopole de la NCAA (« Antitrust »), confirmant que la NCAA ne peut imposer de restriction par rapport à l'indemnisation ou la rémunération des étudiants-athlètes.
Par conséquent, à partir du 1er juillet 2021, les étudiants-athlètes peuvent être rémunérés en vertu de leur nom, de leur image ou de toute forme de ressemblance (en anglais NIL abréviation de Name, Image and Likeness).
En juin 2025, dans le cadre de l'action collective « House vs NCAA », la juge fédérale, Claudia Wilken, autorise les universités à rémunérer directement leurs étudiants-athlètes. Applicable dès le 1er juillet 2025, les universités de l'élite (FBS) peuvent avoir une masse salariale allant jusqu'à 20,5 millions de dollars par an pour l'ensemble de leurs étudiants-athlètes, ce qui constitue un changement majeur de leur statut lesquels deviennent désormais et de facto salariés de leur université.

## Popularité
Le football américain universitaire est très populaire dans le Sud profond, le Sud-Central et le Midwest des États-Unis. On parle de « religion » dans certains États comme le Texas ou encore la Floride. Dans le Sud profond, il détrône même le football professionnel (NFL). Plusieurs raisons peuvent expliquer ce dévouement : la première est sans doute l'identification à une région, une ville ou une université. Un enracinement local qui focalise la fierté des habitants y compris si on n'a jamais fait l'université. On soutient alors l'équipe universitaire par tradition familiale, par identité religieuse ou par proximité géographique. De plus, la saison universitaire est également l'occasion de fêtes et rassemblements entre amis, familles ou encore voisins à travers le « tailgating » (barbecue sur les parkings des stades avant les matchs) ou à la maison est typique de la sociabilisation entre passionnés.
Enfin, la passion pour le jeu en lui-même, l’immense majorité des joueurs universitaires ne seront jamais pros, et joueraient donc plus par passion. Malgré les récents scandales de rémunération illégale, le « College Football  » conserve une certaine image de « pureté » que les pros n'ont pas. Et le fait que la saison soit très courte, une seule défaite peut ruiner toute une saison, chaque match devient important et tient donc le public en haleine.

## Palmarès
| Saison | Champion       | Bilan        | Bowl                                             | Entraîneur                     |
| ------ | -------------- | ------------ | ------------------------------------------------ | ------------------------------ |
| 1869   | Princeton      | 1–0          |                                                  |                                |
| 1870   | Princeton      | 1–0          |                                                  |                                |
| 1871   | Pas de match   | Pas de match | Pas de match                                     | Pas de match                   |
| 1872   | Princeton      | 1–0          |                                                  |                                |
| 1873   | Princeton      | 1–0          |                                                  |                                |
| 1874   | Yale           | 3–0          |                                                  |                                |
| 1875   | Harvard        | 4–0          |                                                  |                                |
| 1876   | Yale           | 3–0          |                                                  |                                |
| 1877   | Yale           | 3–0–1        |                                                  |                                |
| 1878   | Princeton      | 6–0–0        |                                                  |                                |
| 1879   | Princeton      | 4–0–1        |                                                  |                                |
| 1880   | Yale           | 4–0–1        |                                                  |                                |
| 1881   | Yale           | 5–0–1        |                                                  |                                |
| 1882   | Yale           | 8–0–0        |                                                  |                                |
| 1883   | Yale           | 8–0–0        |                                                  | Ray Tomkins (Capitaine)        |
| 1884   | Yale           | 9–0–0        |                                                  | Eugene L. Richards (Capitaine) |
| 1885   | Princeton      | 9–0–0        |                                                  | Charles DeCamp (Capitaine)     |
| 1886   | Yale           | 9–0–1        |                                                  | Robert N. Corwin (Capitaine)   |
| 1887   | Yale           | 9–0–0        |                                                  | Harry W. Beecher (Capitaine)   |
| 1888   | Yale           | 13–0–0       |                                                  | Walter Camp                    |
| 1889   | Princeton      | 10–0–0       |                                                  | Edgar Poe (Capitaine)          |
| 1890   | Harvard        | 11–0–0       |                                                  | G.A. Stewart / G.C. Adams      |
| 1891   | Yale           | 13–0–0       |                                                  | Walter Camp                    |
| 1892   | Yale           | 13–0–0       |                                                  | Walter Camp                    |
| 1893   | Princeton      | 11–0–0       |                                                  | Tom Trenchard (Capitaine)      |
| 1894   | Yale           | 16–0–0       |                                                  | William C. Rhodes              |
| 1895   | Penn           | 14–0–0       |                                                  | George Woodruff                |
| 1896   | Princeton      | 10–0–1       |                                                  | Garrett Cochran                |
| 1897   | Penn           | 15–0–0       |                                                  | George Woodruff                |
| 1898   | Harvard        | 11–0–0       |                                                  | W. Cameron Forbes              |
| 1899   | Harvard        | 10–0–1       |                                                  | Benjamin H. Dibblee            |
| 1900   | Yale           | 12–0–0       |                                                  | Malcolm McBride                |
| 1901   | Michigan       | 11–0–0       | gagne le Rose Bowl                               | Fielding Yost                  |
| 1902   | Michigan       | 11–0–0       |                                                  | Fielding Yost                  |
| 1903   | Princeton      | 11–0–0       |                                                  | Art Hillebrand                 |
| 1904   | Penn           | 12–0–0       |                                                  | Carl Williams                  |
| 1905   | Chicago        | 11–0–0       |                                                  | Amos Alonzo Stagg              |
| 1906   | Princeton      | 9–0–1        |                                                  | Bill Roper                     |
| 1907   | Yale           | 9–0–1        |                                                  | Bill Knox                      |
| 1908   | Penn           | 11–0–1       |                                                  | Sol Metzger                    |
| 1909   | Yale           | 10–0–0       |                                                  | Howard Jones                   |
| 1910   | Harvard        | 8–0–1        |                                                  | Percy Houghton                 |
| 1911   | Princeton      | 8–0–2        |                                                  | Bill Roper                     |
| 1912   | Harvard        | 9–0–0        |                                                  | Percy Houghton                 |
| 1913   | Harvard        | 9–0–0        |                                                  | Percy Houghton                 |
| 1914   | Army           | 9–0–0        |                                                  | Charley Daly                   |
| 1915   | Cornell        | 9–0–0        |                                                  | Al Sharpe                      |
| 1916   | Pittsburgh     | 8–0–0        |                                                  | Pop Warner                     |
| 1917   | Georgia Tech   | 9–0–0        |                                                  | John Heisman                   |
| 1918   | Pittsburgh     | 4–1–0        |                                                  | Pop Warner                     |
| 1919   | Harvard        | 9–0–1        | gagne le Rose Bowl                               | Bob Fisher                     |
| 1920   | California     | 9–0–0        | gagne le Rose Bowl                               | Andy Smith                     |
| 1921   | Cornell        | 8–0–0        |                                                  | Gil Dobie                      |
| 1922   | Princeton      | 8–0–0        |                                                  | Gil Dobie                      |
| 1923   | Illinois       | 8–0–0        |                                                  | Robert Zuppke                  |
| 1924   | Notre Dame     | 10–0–0       | gagne le Rose Bowl                               | Knute Rockne                   |
| 1925   | Alabama        | 10–0–0       | gagne le Rose Bowl                               | Wallace Wade                   |
| 1926   | Alabama        | 9–0–1        | match nul au Rose Bowl                           | Wallace Wade                   |
| 1927   | Illinois       | 7–0–1        |                                                  | Bob Zuppke                     |
| 1928   | Georgia Tech   | 10–0–0       | gagne le Rose Bowl                               | Bill Alexander                 |
| 1929   | Notre Dame     | 9–0–0        |                                                  | Knute Rockne                   |
| 1930   | Notre Dame     | 10–0–0       |                                                  | Knute Rockne                   |
| 1931   | USC            | 10–1–0       | gagne le Rose Bowl                               | Howard Jones                   |
| 1932   | USC            | 10–0–0       | gagne le Rose Bowl                               | Howard Jones                   |
| 1933   | Michigan       | 7–0–0        |                                                  | Harry Kipke                    |
| 1934   | Minnesota      | 8–0–0        |                                                  | Bernie Bierman                 |
| 1935   | Minnesota      | 8–0–0        |                                                  | Bernie Bierman                 |
| 1936   | Minnesota      | 7–1–0        |                                                  | Bernie Bierman                 |
| 1937   | Pittsburgh     | 9–0–1        |                                                  | Jock Sutherland                |
| 1938   | TCU            | 11–0–0       | gagne le Sugar Bowl                              | Dutch Meyer                    |
| 1939   | Texas A&M      | 11–0–0       | gagne le Sugar Bowl                              | Homer Norton                   |
| 1940   | Minnesota      | 8–0–0        |                                                  | Bernie Bierman                 |
| 1941   | Minnesota      | 8–0–0        |                                                  | Bernie Bierman                 |
| 1942   | Ohio State     | 9–1–0        |                                                  | Paul Brown                     |
| 1943   | Notre Dame     | 9–1–0        |                                                  | Frank Leahy                    |
| 1944   | Army           | 9–0–0        |                                                  | Earl Blaik                     |
| 1945   | Army           | 9–0–0        |                                                  | Earl Blaik                     |
| 1946   | Notre Dame     | 8–0–1        |                                                  | Frank Leahy                    |
| 1947   | Michigan       | 10–0–0       | gagne le Rose Bowl                               | Fritz Crisler                  |
| 1948   | Michigan       | 9–0–0        |                                                  | Bennie Oosterbaan              |
| 1949   | Oklahoma       | 11–0–0       | gagne le Sugar Bowl                              | Bud Wilkinson                  |
| 1950   | Oklahoma       | 10–1–0       | perd le Sugar Bowl                               | Bud Wilkinson                  |
| 1951   | Tennessee      | 10–1–0       | perd le Sugar Bowl                               | Robert Neyland                 |
| 1952   | Michigan State | 9–0–0        |                                                  | Biggie Munn                    |
| 1953   | Maryland       | 10–1–0       | perd l'Orange Bowl                               | Jim Tatum                      |
| 1954   | Ohio State     | 10–0–0       | gagne le Rose Bowl                               | Woody Hayes                    |
| 1955   | Oklahoma       | 11–0–0       | gagne l'Orange Bowl                              | Bud Wilkinson                  |
| 1956   | Oklahoma       | 10–0–0       |                                                  | Bud Wilkinson                  |
| 1957   | Auburn         | 10–0–0       |                                                  | Shug Jordan                    |
| 1958   | LSU            | 11–0–0       | gagne le Sugar Bowl                              | Paul Dietzel                   |
| 1959   | Syracuse       | 11–0–0       | gagne le Cotton Bowl                             | Ben Schwartzwalder             |
| 1960   | Ole Miss       | 10–0–1       | gagne le Sugar Bowl                              | John Vaught                    |
| 1961   | Alabama        | 11–0–0       | gagne le Sugar Bowl                              | Paul "Bear" Bryant             |
| 1962   | USC            | 11–0–0       | gagne le Rose Bowl                               | John McKay                     |
| 1963   | Texas          | 11–0–0       | gagne le Cotton Bowl                             | Darrell Royal                  |
| 1964   | Arkansas       | 11–0–0       | gagne le Cotton Bowl                             | Frank Broyles                  |
| 1965   | Alabama        | 9–1–1        | gagne l'Orange Bowl                              | Paul "Bear" Bryant             |
| 1966   | Notre Dame     | 9–0–1        |                                                  | Ara Parseghian                 |
| 1967   | USC            | 10–1–0       | gagne le Rose Bowl                               | John McKay                     |
| 1968   | Ohio State     | 10–0–0       | gagne le Rose Bowl                               | Woody Hayes                    |
| 1969   | Texas          | 11–0–0       | gagne le Cotton Bowl                             | Darrell Royal                  |
| 1970   | Nebraska       | 11–0–1       | gagne l'Orange Bowl                              | Bob Devaney                    |
| 1971   | Nebraska       | 13–0–0       | gagne l'Orange Bowl                              | Bob Devaney                    |
| 1972   | USC            | 12–0–0       | gagne le Rose Bowl                               | John McKay                     |
| 1973   | Notre Dame     | 11–0–0       | gagne le Sugar Bowl                              | Ara Parseghian                 |
| 1974   | Oklahoma       | 11–0–0       |                                                  | Barry Switzer                  |
| 1975   | Oklahoma       | 11–1–0       | gagne l'Orange Bowl                              | Barry Switzer                  |
| 1976   | Pittsburgh     | 12–0–0       | gagne le Sugar Bowl                              | Johnny Majors                  |
| 1977   | Notre Dame     | 11–1–0       | gagne le Cotton Bowl                             | Dan Devine                     |
| 1978   | Alabama        | 11–1–0       | gagne le Sugar Bowl                              | Paul "Bear" Bryant             |
| 1979   | Alabama        | 12–0–0       | gagne Sugar Bowl                                 | Paul "Bear" Bryant             |
| 1980   | Georgia        | 12–0–0       | gagne Sugar Bowl                                 | Vince Dooley                   |
| 1981   | Clemson        | 12–0–0       | gagne l'Orange Bowl                              | Danny Ford                     |
| 1982   | Penn State     | 11–1–0       | gagne le Sugar Bowl                              | Joe Paterno                    |
| 1983   | Miami (FL)     | 11–1–0       | gagne l'Orange Bowl                              | Howard Schnellenberger         |
| 1984   | BYU            | 13–0–0       | gagne l'Holiday Bowl                             | LaVell Edwards                 |
| 1985   | Oklahoma       | 11–1–0       | gagne l'Orange Bowl                              | Barry Switzer                  |
| 1986   | Penn State     | 12–0–0       | gagne le Fiesta Bowl                             | Joe Paterno                    |
| 1987   | Miami (FL)     | 12–0–0       | gagne l'Orange Bowl                              | Jimmy Johnson                  |
| 1988   | Notre Dame     | 12–0–0       | gagne le Fiesta Bowl                             | Lou Holtz                      |
| 1989   | Miami (FL)     | 11–1–0       | gagne le Sugar Bowl                              | Dennis Erickson                |
| 1990   | Colorado       | 11–1–1       | gagne l'Orange Bowl                              | Bill McCartney                 |
| 1991   | Washington     | 12–0–0       | gagne le Rose Bowl                               | Don James                      |
| 1992   | Alabama        | 13–0–0       | gagne le Sugar Bowl                              | Gene Stallings                 |
| 1993   | Florida State  | 12–1–0       | gagne l'Orange Bowl                              | Bobby Bowden                   |
| 1994   | Nebraska       | 13–0–0       | gagne l'Orange Bowl                              | Tom Osborne                    |
| 1995   | Nebraska       | 12–0–0       | gagne le Fiesta Bowl                             | Tom Osborne                    |
| 1996   | Florida        | 12–1         | gagne le Sugar Bowl                              | Steve Spurrier                 |
| 1997   | Nebraska       | 13–0         | gagne l'Orange Bowl                              | Tom Osborne                    |
| 1998   | Tennessee      | 13–0         | gagne le Fiesta Bowl                             | Phillip Fulmer                 |
| 1999   | Florida State  | 12–0         | gagne le Sugar Bowl                              | Bobby Bowden                   |
| 2000   | Oklahoma       | 13–0         | gagne l'Orange Bowl                              | Bob Stoops                     |
| 2001   | Miami (FL)     | 12–0         | gagne le Rose Bowl                               | Larry Coker                    |
| 2002   | Ohio State     | 14–0         | gagne le Fiesta Bowl                             | Jim Tressel                    |
| 2003   | LSU            | 13–1         | gagne le Sugar Bowl                              | Nick Saban                     |
| 2004   | USC            | 13–0         | gagne l'Orange Bowl                              | Pete Carroll                   |
| 2005   | Texas          | 13–0         | gagne le Rose Bowl                               | Mack Brown                     |
| 2006   | Florida        | 13–1         | gagne le BCS National Championship Game          | Urban Meyer                    |
| 2007   | LSU            | 12–2         | gagne le BCS National Championship Game          | Les Miles                      |
| 2008   | Florida        | 13–1         | gagne le BCS National Championship Game          | Urban Meyer                    |
| 2009   | Alabama        | 14–0         | gagne le BCS National Championship Game          | Nick Saban                     |
| 2010   | Auburn         | 14–0         | gagne le BCS National Championship Game          | Gene Chizik                    |
| 2011   | Alabama        | 12–1         | gagne le BCS National Championship Game          | Nick Saban                     |
| 2012   | Alabama        | 13–1         | gagne le BCS National Championship Game          | Nick Saban                     |
| 2013   | Florida State  | 14–0         | gagne le BCS National Championship Game          | Jimbo Fisher                   |
| 2014   | Ohio State     | 14–1         | gagne le College Football Championship Game 2015 | Urban Meyer                    |
| 2015   | Alabama        | 14–1         | gagne le College Football Championship Game 2016 | Nick Saban                     |
| 2016   | Clemson        | 14–1         | gagne le College Football Championship Game 2017 | Dabo Swinney                   |
| 2017   | Alabama        | 14–1         | gagne le College Football Championship Game 2018 | Nick Saban                     |
| 2018   | Clemson        | 15–0         | gagne le College Football Championship Game 2019 | Dabo Swinney                   |
| 2019   | LSU            | 15–0         | gagne le College Football Championship Game 2020 | Ed Orgeron (en)                |
| 2020   | Alabama        | 13–0         | gagne le College Football Championship Game 2021 | Nick Saban                     |
| 2021   | Georgia        | 14–1         | gagne le College Football Championship Game 2022 | Kirby Smart                    |
| 2022   | Georgia        | 15–0         | gagne le College Football Championship Game 2023 | Kirby Smart                    |
| 2023   | Michigan       | 15–0         | gagne le College Football Championship Game 2024 | Jim Harbaugh                   |
| 2024   | Ohio State     | 14–2         | gagne le College Football Championship Game 2025 | Ryan Day (en)                  |

## Bowl Coalition (1992–1994)
| Saison | Date             | Vainqueur              | Score | Finaliste         | Bowl        |
| ------ | ---------------- | ---------------------- | ----- | ----------------- | ----------- |
| 1992   | 1er janvier 1993 | 2 Alabama (12-0)       | 34-13 | 1 Miami (11-0)    | Sugar Bowl  |
| 1993   | 1er janvier 1994 | 1 Florida State (11-1) | 18-16 | 2 Nebraska (11-0) | Orange Bowl |
| 1994   | 1er janvier 1995 | 1 Nebraska (12-0)      | 24-17 | 3 Miami (10-1)    | Orange Bowl |

## Bowl Alliance (1995–1997)
| Saison | Date           | Vainqueur         | Score | Finaliste              | Bowl        |
| ------ | -------------- | ----------------- | ----- | ---------------------- | ----------- |
| 1995   | 2 janvier 1996 | 1 Nebraska (11-0) | 62-24 | 2 Florida (12-0)       | Fiesta Bowl |
| 1996   | 2 janvier 1997 | 3 Florida (11-1)  | 52-20 | 2 Florida State (11-0) | Sugar Bowl  |
| 1997   | 2 janvier 1998 | 2 Nebraska (12-0) | 42-17 | 3 Tennessee (11-1)     | Orange Bowl |

## Bowl Championship Series (1998-2005)
| Saison | Date           | Vainqueur              | Score      | Finaliste              | Bowl        |
| ------ | -------------- | ---------------------- | ---------- | ---------------------- | ----------- |
| 1998   | 4 janvier 1999 | 1 Tennessee (12-0)     | 23-16      | 2 Florida State (11-1) | Fiesta Bowl |
| 1999   | 4 janvier 2000 | 1 Florida State (11-0) | 46-29      | 2 Virginia Tech (11-0) | Sugar Bowl  |
| 2000   | 3 janvier 2001 | 1 Oklahoma (12-0)      | 13-02      | 3 Florida State (11-1) | Orange Bowl |
| 2001   | 3 janvier 2002 | 1 Miami (11-0)         | 37-14      | 4 Nebraska (11-1)      | Rose Bowl   |
| 2002   | 3 janvier 2003 | 2 Ohio State (13-0)    | 31-24(2ET) | 1 Miami (12-0)         | Fiesta Bowl |
| 2003   | 4 janvier 2004 | 2 LSU (12-1)           | 21-14      | 3 Oklahoma (12-1)      | Sugar Bowl  |
| 2004   | 4 janvier 2005 | 1 USC* (12-0)          | 55-19      | 2 Oklahoma (12-0)      | Orange Bowl |
| 2005   | 4 janvier 2006 | 2 Texas (12-0)         | 41-38      | 1 USC (12-0)           | Rose Bowl   |

- Le titre 2004 d'USC lors de l'Orange Bowl a été retiré par le NCAA et reste vacant.

## BCS National Championship (2006-2014)
| Saison | Date            | Vainqueur     | Score | Finaliste  | Lieu                                                     |
| ------ | --------------- | ------------- | ----- | ---------- | -------------------------------------------------------- |
| 2006   | 8 janvier 2007  | Florida       | 41-14 | Ohio State | University of Phoenix Stadium, Glendale (Arizona)        |
| 2007   | 7 janvier 2008  | LSU           | 38-24 | Ohio State | Louisiana Superdome, La Nouvelle-Orléans (Louisiane)     |
| 2008   | 8 janvier 2009  | Florida       | 24-14 | Oklahoma   | Dolphin Stadium, Miami Gardens (Floride)                 |
| 2009   | 7 janvier 2010  | Alabama       | 37-21 | Texas      | Rose Bowl, Pasadena (Californie)                         |
| 2010   | 10 janvier 2011 | Auburn        | 22-19 | Oregon     | University of Phoenix Stadium, Glendale (Arizona)        |
| 2011   | 9 janvier 2012  | Alabama       | 21-00 | LSU        | Mercedes-Benz Superdome, La Nouvelle-Orléans (Louisiane) |
| 2012   | 7 janvier 2013  | Alabama       | 42-14 | Notre Dame | Sun Life Stadium, Miami Gardens (Floride)                |
| 2013   | 6 janvier 2014  | Florida State | 34-31 | Auburn     | Rose Bowl, Pasadena (Californie)                         |

## College Football Playoff (depuis 2015)
| Saisons | Date            | Finale                                  | Champion                       | Score | Finaliste                         |
| ------- | --------------- | --------------------------------------- | ------------------------------ | ----- | --------------------------------- |
| 2014–15 | 12 janvier 2015 | College Football Championship Game 2015 | (#4) Buckeyes d'Ohio State     | 42-20 | (#2) Ducks de l'Oregon            |
| 2015–16 | 11 janvier 2016 | College Football Championship Game 2016 | (#2) Crimson Tide de l'Alabama | 45-40 | (#1) Tigers de Clemson            |
| 2016–17 | 9 janvier 2017  | College Football Championship Game 2017 | (#2) Tigers de Clemson         | 35-31 | (#1) Crimson Tide de l'Alabama    |
| 2017–18 | 8 janvier 2018  | College Football Championship Game 2018 | (#4) Crimson Tide de l'Alabama | 26-21 | (#3) Bulldogs de la Géorgie       |
| 2018–19 | 7 janvier 2019  | College Football Championship Game 2019 | (#2) Tigers de Clemson         | 44-16 | (#1) Crimson Tide de l'Alabama    |
| 2019–20 | 13 janvier 2020 | College Football Championship Game 2020 | (#1) Tigers de LSU             | 42-25 | (#3) Tigers de Clemson            |
| 2020–21 | 11 janvier 2021 | College Football Championship Game 2021 | (#1) Crimson Tide de l'Alabama | 52-24 | (#3) Buckeyes d'Ohio State        |
| 2021–22 | 10 janvier 2022 | College Football Championship Game 2022 | (#3) Bulldogs de la Géorgie    | 33-18 | (#1) Crimson Tide de l'Alabama    |
| 2022–23 | 9 janvier 2023  | College Football Championship Game 2023 | (#1) Bulldogs de la Géorgie    | 65- 7 | (#3) Horned Frogs de TCU          |
| 2023–24 | 8 janvier 2024  | College Football Championship Game 2024 | (#1) Wolverines du Michigan    | 34-13 | (#2) Huskies de Washington        |
| 2024–25 | 8 janvier 2024  | College Football Championship Game 2025 | (#8) Buckeyes d'Ohio State     | 34-23 | (#7) Fighting Irish de Notre Dame |

## Statistiques par équipe selon AP et Coaches (1936-présent)
Le tableau suivant compile les championnats nationaux qui ont été reconnus tant par l'Associated Press (AP Poll) que par l'association des entraîneurs (Coaches Poll). 
À l'origine, à la fois l'AP et les Coaches décernaient chacun leur titre de champion national après la saison régulière, mais depuis 1968 et 1974, respectivement, les deux sondages couronnent leurs champions après que les bowls aient été joués. Le gagnant du BCS Championship Game recevait d'office le titre de champion national par les Coaches.
Sur les +-120 équipes évoluant en Division 1 NCAA FBS (anciennement la Division IA), seules 30 ont gagné au moins un titre national par l'AP ou par les Coaches. Parmi ces 30 équipes, seulement 19 équipes ont remporté plusieurs titres. Sur ces 19 équipes, seulement 7 ont remporté cinq ou plusieurs titres nationaux :  Alabama, Notre Dame,  Oklahoma, USC, Miami (FL), Nebraska et Ohio State. 
Les années indiquées en gras et italique dans le tableau ci-dessous indiquent qu'un titre de champion national a été décerné soit par l'AP ou soit par les Coaches, ces deux sociétés ayant élu comme champion national deux équipes différentes. Dans les autres cas, le titre a été décerné par les deux sociétés.
| Alabama        | 13 | 1961, 1964, 1965 (AP), 1973 (Coaches), 1978 (AP), 1979, 1992, 2009, 2011, 2012, 2015, 2017, 2020 |
| Notre Dame     | 8  | 1943, 1946, 1947, 1949, 1966, 1973 (AP), 1977, 1988                                              |
| Ohio State     | 7  | 1942, 1954 (AP), 1957 (Coaches), 1968, 2002, 2014, 2024                                          |
| Oklahoma       | 7  | 1950, 1955, 1956, 1974 (AP), 1975, 1985, 2000                                                    |
| USC            | 7  | 1962, 1967, 1972, 1974 (Coaches), 1978 (Coaches), 2003 (AP), 2004 (AP)*                          |
| Miami (FL)     | 5  | 1983, 1987, 1989, 1991 (AP), 2001                                                                |
| Nebraska       | 5  | 1970 (AP), 1971, 1994, 1995, 1997 (Coaches)                                                      |
| LSU            | 4  | 1958, 2003 (Coaches), 2007, 2019                                                                 |
| Minnesota      | 4  | 1936, 1940, 1941, 1960                                                                           |
| Texas          | 4  | 1963, 1969, 1970 (Coaches), 2005                                                                 |
| Clemson        | 3  | 1981, 2016, 2018                                                                                 |
| Florida        | 3  | 1996, 2006, 2008                                                                                 |
| Florida State  | 3  | 1993, 1999, 2013                                                                                 |
| Georgia        | 3  | 1980, 2021, 2022                                                                                 |
| Army           | 2  | 1944, 1945                                                                                       |
| Auburn         | 2  | 1957 (AP), 2010                                                                                  |
| Michigan       | 2  | 1948, 1997 (AP)                                                                                  |
| Michigan State | 2  | 1952, 1965 (Coaches)                                                                             |
| Penn State     | 2  | 1982, 1986                                                                                       |
| Pittsburgh     | 2  | 1937, 1976                                                                                       |
| Tennessee      | 2  | 1951, 1998                                                                                       |
| BYU            | 1  | 1984                                                                                             |
| Colorado       | 1  | 1990 (AP)                                                                                        |
| Georgia Tech   | 1  | 1990 (Coaches)                                                                                   |
| Maryland       | 1  | 1953                                                                                             |
| Syracuse       | 1  | 1959                                                                                             |
| TCU            | 1  | 1938                                                                                             |
| Texas A&M      | 1  | 1939                                                                                             |
| UCLA           | 1  | 1954 (Coaches)                                                                                   |
| Washington     | 1  | 1991 (Coaches)                                                                                   |

*le titre obtenu par USC lors du BCS National Championship 2005 fut supprimé par le BCS et le trophée restitué.

## Titres de champion national reconnus par la College Football Data Warehouse (1869-présent)
La base de données de la College Football Data Warehouse (CFDBW) est une source fiable collectant et enregistrant un maximum d'information au niveau du football américain de niveau universitaire. Cette banque de données fournit une liste complète de sociétés décernant les titres de champion national qu'il a lui-même estimé les plus acceptables au fil du temps,. La banque de donnée se base sur les données issues de la National Championship Foundation (1869–1882), de la Helms Athletic Foundation (1883–1935), de la College Football Researchers Association (1919–1935), de lAssociated Press Poll (1936–présent), et du Coaches Poll (1950–présent).  
De ces recherches et compilations de données, la College Football Data Warehouse a établi une liste reconnue de champion pour chaque année. Certaines années, plusieurs équipes sont reconnues comme championnes. Il est à noter que la liste CFBDW des champions reconnus ne confère aucune légitimité supplémentaire pour les titres. 
À cet égard, certaines universités d'une part réclament des titres de champion non reconnus par CFBDW oud'autre part refusent le titre de champion qui leur a été décerné par CFBDW. 
Le tableau ci-dessous récapitule la liste de toutes les équipes ayant gagné un championnat, titres reconnus par CFBDW à partir de 1869 jusqu'à présent.
| Équipes        | Nbre. | Saisons des titres |
| -------------- | ----- | --- |
| Princeton      | 26    | 1869, 1870, 1872, 1873, 1874, 1875, 1877, 1878, 1879, 1880, 1881, 1884, 1885, 1886, 1889, 1893, 1896, 1898, 1899, 1903, 1906, 1911, 1920, 1922, 1933, 1935 |
| Yale           | 18    | 1874, 1876, 1877, 1880, 1881, 1882, 1883, 1884, 1886, 1887, 1888, 1891, 1892, 1894, 1900, 1907, 1909, 1927                                                 |
| Alabama        | 17    | 1925, 1926, 1930, 1934, 1961, 1964, 1965, 1973, 1978, 1979, 1992, 2009, 2011, 2012, 2015, 2017, 2020                                                       |
| Notre Dame     | 13    | 1919, 1924, 1929, 1930, 1943, 1946, 1947, 1949, 1964, 1966, 1973, 1977, 1988                                                                               |
| Michigan       | 12    | 1901, 1902, 1903, 1904, 1918, 1923, 1932, 1933, 1947, 1948, 1997, 2023                                                                                     |
| USC            | 10    | 1928, 1931, 1932, 1962, 1967, 1972, 1974, 1978, 2003, 2004                                                                                                 |
| Ohio State     | 9     | 1942, 1954, 1957, 1961, 1968, 1970, 2002, 2014, 2024 |
| Pittsburgh     | 9     | 1910, 1915, 1916, 1918, 1929, 1931, 1936, 1937, 1976 |
| Harvard        | 8     | 1875, 1890, 1898, 1899, 1910, 1912, 1913, 1919 |
| Oklahoma       | 7     | 1950, 1955, 1956, 1974, 1975, 1985, 2000 |
| Minnesota      | 6     | 1934, 1935, 1936, 1940, 1941, 1960 |
| Penn           | 6     | 1894, 1895, 1897, 1904, 1907, 1908 |
| Army           | 5     | 1914, 1916, 1944, 1945, 1946 |
| LSU            | 5     | 1908, 1958, 2003, 2007, 2019 |
| Miami (FL)     | 5     | 1983, 1987, 1989, 1991, 2001 |
| Nebraska       | 5     | 1970, 1971, 1994, 1995, 1997 |
| California     | 4     | 1920, 1921, 1922, 1937 |
| Georgia        | 4     | 1942, 1980, 2021, 2022 |
| Georgia Tech   | 4     | 1917, 1928, 1952, 1990 |
| Illinois       | 4     | 1914, 1919, 1923, 1927 |
| Michigan State | 4     | 1951, 1952, 1965, 1966 |
| Penn State     | 4     | 1911, 1912, 1982, 1986 |
| Tennessee      | 4     | 1938, 1950, 1951, 1998 |
| Texas          | 4     | 1963, 1969, 1970, 2005 |
| Auburn         | 3     | 1913, 1957, 2010 |
| Clemson        | 3     | 1981, 2016, 2018 |
| Cornell        | 3     | 1915, 1921, 1922 |
| Florida        | 3     | 1996, 2006, 2008 |
| Florida State  | 3     | 1993, 1999, 2013 |
| Lafayette (en) | 3     | 1896, 1921, 1926 |
| Ole Miss       | 2     | 1960, 1962 |
| Texas A&M      | 2     | 1919, 1939 |
| TCU            | 2     | 1935, 1938 |
| Arkansas       | 1     | 1964 |
| Boston College | 1     | 1940 |
| BYU            | 1     | 1984 |
| Chicago        | 1     | 1905 |
| Colorado       | 1     | 1990 |
| Dartmouth      | 1     | 1925 |
| Iowa           | 1     | 1958 |
| Maryland       | 1     | 1953 |
| SMU            | 1     | 1935 |
| Stanford       | 1     | 1926 |
| Syracuse       | 1     | 1959 |
| UCLA           | 1     | 1954 |
| Washington     | 1     | 1991 |